# Gennaro Delvecchio
Gennaro Delvecchio (Barletta, Italia, 25 de marzo de 1978) es un exfutbolista italiano. Jugaba habitualmente de centrocampista ofensivo.

## Carrera

### Inicios
Delvecchio comenzó su carrera amateur con ASD del club Barletta en 1994. La siguiente temporada se unió a A.S. Melfi. Se quedaría en el club hasta 1998. Con Melfi, Delvecchio logró 15 goles en un total de 83 apariciones. Después de ese hechizo impresionante, que fue comprada por la Serie C1 lado Giulianova Calcio. A pesar de que sólo aparecen una vez para el club. La temporada siguiente (1999), se unió a Castrovillari Calcio. Él volvió a tomar la forma y anotó 3 goles en 29 partidos con el club en la Serie C2.

### Catania y Perugia
En 2000 se unió a la Serie C1 con el Calcio Catania, pero fue cedido al FC Catanzaro, en octubre. Con Catanzaro apareció en 26 partidos y sumó dos goles en su haber. Luego se unió a las SS Sambenedettese Calcio en calidad de préstamo y volvería a recoger a la forma, anotando siete goles en 52 partidos de liga. Delvecchio también llegó a los playoffs promoción, aunque perdió con Pescara Calcio en la semifinal. Delvecchio regresó a Catania en la temporada 2003-04. Con Catania, que jugó 27 partidos en la Serie B. Al final de la temporada, se unió a Perugia Calcio. A pesar de Perugia entró en bancarrota en 2005, su actuación hizo que la UC Sampdoria de la Serie A le ofrecen un contrato. Sin experiencia en primera división italiana, fue cedido al US Lecce, también en la Serie A.

### Sampdoria
En US Lecce, que adquirió 29 apariciones en la Serie A con 4 goles. Luego volvería a U.C. Sampdoria para la siguiente temporada. Él apareció 85 veces para el club de Liguria basados en la Serie A y anotó 13 veces. Fue de lejos su mejor temporada en un club y el mejor período de su carrera.

### Regreso a Catania
El 30 de junio de 2009, se había resignado a Catania, el último contrato hasta junio de 2012. Sin embargo, tras un buen comienzo a la campaña. Delvecchio, fue obligado a abandonar por una lesión, y con el tiempo necesario antes de volver en 2010. Después de su lesión, nunca recuperó una posición de partida y en enero de 2011, el veterano fue cedido a la Serie B, al Atalanta. En su etapa de seis meses con el lado Bergamasca. Delvecchio marcó 1 gol en 15 partidos, ayudando a Atalanta ganar la Serie B del campeonato y por lo tanto, obtener el ascenso a la Serie A. El 30 de junio de 2011. Delvecchio regresó al Catania.

### Carrera internacional
Él fue convocado por primera vez por la Selección de fútbol de Italia, Roberto Donadoni, entrenador en jefe de un partido amistoso contra Croacia, que se había perdido 2-0 en casa, el 16 de agosto de 2006. Sampdoria Giulio Falcone compañero de equipo, Angelo Palombo y Terlizzi cristiana también hizo su debut en el mismo partido. También fue seleccionado para los partidos de clasificación Euro 2008 contra Lituania y Francia en septiembre y los partidos contra Ucrania y Georgia en octubre, pero no hizo ninguna apariencias.

## Clubes
| Club                          | País   | Año       |
| ----------------------------- | ------ | --------- |
| Associazione Sportiva Melfi   | Italia | 1998-1999 |
| Giulianova Calcio             | Italia | 1998-1999 |
| Castrovillari Calcio          | Italia | 1999-2000 |
| Football Club Catanzaro       | Italia | 2000-2001 |
| Sambenedettese Calcio         | Italia | 2002-2003 |
| Calcio Catania                | Italia | 2003-2004 |
| Perugia Calcio                | Italia | 2004-2005 |
| Unione Sportiva Lecce         | Italia | 2005-2006 |
| Unione Calcio Sampdoria       | Italia | 2006-2011 |
| Calcio Catania                | Italia | 2011-2012 |
| Unione Sportiva Lecce         | Italia | 2012      |
| Unione Sportiva Grosseto 1912 | Italia | 2012-2013 |
| Associazione Sportiva Bari    | Italia | 2013-2014 |